# Lądowisko Żerniki
Lądowisko Żerniki (kod ICAO: EPZE) – prywatne lądowisko należące do firmy Biernat S.J. Lądowisko położone jest w Gądkach, w gminie Kórnik, ok. 15 km na południowy wschód od Poznania. Lądowisko posiada jeden pas główny o kierunkach 06/24 o długości 618 metrów. Na lądowisku można wynająć samoloty i samochody. Organizuje się tutaj również imprezy okolicznościowe i integracyjne. W budynku lądowiska istnieje możliwość zakwaterowania się. W 2012 zostało wpisane do ewidencji lądowisk Cywilnych Urzędu Lotnictwa Cywilnego.